# ラッセル・ペイジ
モンタギュー・ラッセル・ペイジ（Montague Russell Page, 1906年 - 1985年) は、イギリスのランドスケープ・アーキテクト、ガーデンデザイナー、環境デザイナー。 活動は主にヨーロッパと米国で庭園設計を展開した。パートナーのジェフリー・ジェリコー(Geoffrey Jellicoe)と1962年、イスラムと古典庭園の歴史・庭師の教育に関する書を著している。
代表作に、ジェリコーとの共作でキャブマンレストラン（サマーセット・チェダー渓谷）、英国・リーズ城のカルペパー・ガーデン（赤レンガに囲まれた庭園）、ランドリアーナ邸（イタリア、トッレ・サン・ロレンツォ）、ペプシコ社本社庭園、ニューヨークの美術館フリック・コレクションの庭など。
彼のクライアントには、プリンスエドワード公、ウィンザー公爵夫妻、ベルギーのレオポルド3世、ウィリアム・ウォルトン、ベイブ・ペイリーとウィリアム・S・ペイリー、 オスカー・デ・ラ・レンタ 、マルセル・ブサック 、オリーブ、レディ・ベイリー 、ティエリー・バン・Zuylen・ヴァン・Nijevelt男爵夫妻、などそうそうたる名前が連なる。
私生活では先妻（ゲオルギイ・グルジエフの娘）と離婚した後、詩人ルネ・ドーマル(グルジェフの弟子)の妻だったヴェラ・ミラノワと再婚。